# Aglyptodactylus
Aglyptodactylus Boulenger, 1919 è un genere di rane della famiglia Mantellidae, endemico del Madagascar.

## Tassonomia
Comprende 6 specie:
- Aglyptodactylus australis Köhler, Glaw, Pabijan, and Vences, 2015
- Aglyptodactylus chorus Köhler, Glaw, Pabijan, and Vences, 2015
- Aglyptodactylus inguinalis Günther, 1877
- Aglyptodactylus laticeps Glaw, Vences, and Böhme, 1998
- Aglyptodactylus madagascariensis  (Duméril, 1853)
- Aglyptodactylus securifer Glaw, Vences, and Böhme, 1998